# Kim Verduyn
Kim Verduyn is een personage uit de Nederlandse soapserie Goede tijden, slechte tijden. De rol werd tussen april 1996 en september 1999 gespeeld door actrice Angela Schijf. Actrice Georgina Verbaan, die later de rol van Hedwig Harmsen zou gaan spelen, deed ook auditie voor deze rol.

## Levensverhaal
Sylvia Merx is ongelukkig nu haar zoon Floris bij haar ex-man gaat wonen. Ze vindt het jammer dat ze geen kinderen meer heeft voor wie ze kan zorgen. Haar huidige echtgenoot, Jef Alberts, geeft aan geen kinderen meer te willen. Zonder dat iemand het weet, brengt Sylvia een bezoekje aan een weeshuis. Het klikt meteen tussen Sylvia en Kim. De vriendschap wordt zo hecht tussen de twee dat Sylvia Kim wil adopteren. Jef gaat ermee akkoord een kind te adopteren.
Kim en Jef kunnen echter niet aan elkaar wennen. Hun relatie wordt steeds slechter, tot verdriet van Sylvia. Sylvia probeert een oplossing te vinden, maar heeft niet in de gaten dat de situatie uit de hand begint te lopen. Uit wraak bekrast Kim Jefs lievelings-cd. Jef ontdekt dat Kim zijn cd heeft bekrast en er ontstaat een gevecht tussen de twee. Sylvia komt net op tijd thuis en moet de twee uit elkaar halen. Kim beschuldigt haar pleegvader van aanranding. Sylvia ziet in dat bemiddelen geen oplossing meer is. Terwijl de problemen zich thuis opstapelen, ontdekt Sylvia na een onderzoek dat ze een hersentumor heeft. Sylvia houdt haar ziekte voor de buitenwereld verborgen. Als haar geheim wordt ontdekt, zijn Jef en Kim geschrokken. Sylvia reist samen met Jef af naar Griekenland om daar euthanasie te plegen. Kim kan het niet meer verdragen en besluit na een goed gesprek met Laura om haar pleegouders achterna te reizen. Sylvia en Jef zijn verbaasd als ze Kim zien. Uiteindelijk accepteert Sylvia dat Kim bij haar overlijden is. In de laatste dagen van Sylvia's leven groeien Kim en Jef dichter naar elkaar toe. Wanneer Sylvia merkt dat ze hard achteruit gaat, besluit ze euthanasie te plegen. Jef en Kim vinden troost bij elkaar. Voor het eerst voelen ze dat ze bij elkaar horen.
Kim heeft veel moeite om de dood van Sylvia te verwerken. Ze vindt veel steun bij haar broer Julian, die door Laura en Robert is geadopteerd. Samen gaan ze op zoek naar hun echte familie. Broer en zus komen in contact met hun biologische moeder Mira Brandts Buys. Via hun grootvader Oscar ontdekken ze dat ze halfbroer en halfzus zijn. Oscar heeft zijn dochter Mira verkracht, waaruit zoon Julian is geboren. Kim is de dochter van Mira en haar toenmalige vriend Felix Cremer. Door de problemen van haar familie zakt Kim voor haar eindexamen. Kim wil graag contact met haar moeder, maar Julian probeert afstand te houden. Mira wordt zelfs gekoppeld aan Jef, maar hij wil nog niet aan een nieuwe relatie beginnen.
Kim moet het jaar overdoen, omdat ze gezakt is. Ze komt in de klas bij Hedwig Harmsen, met wie ze goede vriendinnen wordt. Op school ontmoet Kim de aantrekkelijke Marokkaanse Che Azalaia. Che is een mysterieuze en rustige jongen. De twee worden verliefd en krijgen een heftige relatie. In het diepste geheim trouwen ze. Che houdt zijn huwelijk met Kim verborgen voor zijn familie, omdat hij eigenlijk uitgehuwelijkt is aan Leila Galouti. Kim is ontroostbaar als Che er uiteindelijk voor kiest om met Leila te trouwen. Na het behalen van haar diploma vertrekt Kim naar het buitenland, waar ze een studie gaat volgen.
Na haar vertrek wordt er sporadisch over Kim gesproken. In 2010 vertelt Jef aan Sjors Langeveld dat hij haar erg mist, maar dat Kim haar eigen leven leidt. In 2020 vertelt Kim's schoonzus Saskia Verduyn aan haar vriendin Shanti Vening dat Kim aanwezig was op hun huwelijk en dat ze die avond met een goeie vriend van Saskia naar huis ging.